# Escrow agent
Een escrow agent is een tussenpersoon in een transactie tussen een koper en een verkoper. De escrow-agent acteert als de vertrouwde derde partij (ook wel TTP, van het Engelse Trusted Third Party) en beheert, controleert en voert de escrowregeling uit namens de betrokken partijen.
De software-escrow-agent is de partij die zorgt voor de uitvoering van de afspraken zoals deze zijn vastgelegd in de escrowovereenkomst, het beheer, controle en de opslag van het depot en de toetsing van de actualiteit, werkzaamheid en volledigheid van de gedeponeerde materialen middels een verificatieonderzoek.